# 표준 (래퍼)
표준은 대한민국의 가수다. 2021년 싱글 《TimeLine》으로 정식 데뷔했다.

## 방송
- 쇼미더머니 10 (2021) - Top56

## 음반
- TimeLine (2021)
- HIVE (2021)
- 반달로 (2021)

## 피처링
- knike the boi - She's gonna be fucked up (2021)

## 수상
- 2021 전국 청소년 랩 경연대회 최우수상(사무처장상) (2021)